# Danaa
Dánaa (starogrško starogrško Δανάη: Danáe) je bila v grški mitologiji hči argoškega kralja Akrizija in Perzejeva mati. 

## Mit
Razočaran zaradi pomanjkanja moških dedičev je kralj Akrizij vprašal delfsko preročišče ali se bo to spremenilo. Orakelj mu je sporočil, da nikoli ne bo imel sina, hči pa in da ga bo ubil hčerkin sin. Takrat je bila Danaa brez otrok in, da bi jo ohranil, jo je kralj Akrizij zaprl v bronasto sobo, ki naj bi bila zgrajena pod dvorom njegove palače (druge različice pravijo, da je bila zaprta v visokem medeninastem stolpu, bogato okrašenem, brez vrat ali oken). Pokopana je bila v tej grobnici in nikoli več ni videla svetlobe. Vendar si jo je Zevs, kralj bogov, zaželel in prišel k njej v obliki zlatega dežja, ki je pritekal skozi streho podzemne komore in navzdol v njeno maternico. Kmalu zatem se jima je rodil otrok Perzej.
Ker ni hotel izzvati jeze bogov ali Furije z ubijanjem svojega potomstva in vnuka, je kralj Akrizij Danao in Perzeja vrgel v morje v leseni skrinji. Pozejdon je morje umiril in na Zevsovo željo sta zakonca preživela. Rešili so ju na kopno na otoku Serifos, kjer jih je prevzel Diktis - brat kralja Polidekta - ki je Perzeja vzgojil v moškega. Danaa je kralja očarala, vendar jo ni zanimal. Posledično se je strinjal, da se z njo ne bo poročil le, če mu bo njen sin prinesel glavo Gorgone Meduze. S pomočjo Ateninega ščita, Hermesovih krilatih sandal in Hadove čelade nevidnosti se je Perzej lahko izognil Meduzinemu pogledu in ji odsekal glavo.
Kasneje, potem ko se je Perzej vrnil Meduzino glavo, je z njeno pomočjo kralja in dvorjane spremenil v kamen. Danaa in Perzej naj bi se vrnila v Argos, kjer je na tekmovanju v metu diska Perezj po nesreči ubil svojega deda Akrizija, s tem se je prerokba uresničila. Rešil je Andromedo, 

## V umetnosti
Motiv Danae in spočetja z zlatim dežjem je v umetnosti zelo priljubljen. Pesnik Simonid je napisal pesem o tem. Terencij,  rimski komediograf, ga omenja v komediji Evnuh. Upodobili so ga slikarji Correggio, Tizian večkrat, Tintoretto, Rembrandt in drugi. Richard Strauss je o Danai napisal opero.

## Gallery
- Danaë in art
- Jan Gossaert, 1527
- Correggiova Danaa, 1531–1532.
- Ena od več iz serijem Tizian, 1544. Kupid je ob Danai. 120 cm × 172 cm. National Museum of Capodimonte, Neapelj
- Hendrick Goltzius, 1603
- Artemisia Gentileschi, c. 1612
- Danaa, Orazio Gentileschi, 1621–23.
- Rembrandtova Danaa, c. 1636.
- Danaa sprejema Jupitra kot zlati dež, Adolf Ulrik Wertmüller (1787)
- Jacob van Loo, 1650-ta

## Poimenovanje
Po njej se imenuje asteroid 61 Danaja (61 Danaë).